# Carôlô Lwanga
Carôlô Lwanga (tiếng Luganda: Kaloli Lwanga, phát âm là /lwáːŋɡa/; 1 tháng 1 năm 1860 – 3 tháng 6 năm 1886) là một vị thánh trong Giáo hội Công giáo và Khối hiệp thông Anh giáo và là một người cải đạo Công giáo người Uganda, chịu tử đạo cùng với nhóm bạn đồng đạo của mình.
Ông là một thành viên của bộ lạc Baganda, sinh ra tại Vương quốc Buganda (ngày nay thuộc miền Trung và miền Nam nước Uganda), từng làm tiểu đồng trưởng trong cung, về sau được bổ nhiệm làm quản gia của triều đình vua Mwanga II của Buganda. Ông được linh mục Giraud ban bí tích Rửa Tội vào ngày 15 tháng 11 năm 1885.
Nhằm chống lại thế giới quan Kitô giáo – điều đã gây tổn hại đến uy quyền của nhà vua, vua Mwanga II đã kêu gọi những người cải đạo từ bỏ đức tin Kitô giáo của mình và hành quyết nhiều giáo hữu Công giáo và Anh giáo trong giai đoạn 1885 – 1887, trong đó có ông Lwanga và một số quan chức khác trong triều đình.

## Cuộc tử đạo
Cuộc bách hại Kitô giáo tại Buganda được khơi mào khi vua Mwanga ra lệnh thảm sát các nhà truyền giáo Anh giáo, trong đó có Giám mục James Hannington khi ấy là lãnh đạo tinh thần của cộng đồng Anh giáo tại đây. Giuse Mukasa Balikuddembe, một giáo dân, giáo lý viên Công giáo và người hầu trong triều đình, đã khiển trách nhà vua đã không nghe lời ông khuyên răn mà gây ra vụ thảm sát ấy. Vào ngày 15 tháng 11 năm 1885, vua Mwanga II đã xử chém đầu Giuse Mukasa Balikuddembe và bắt giữ tất cả học trò của ông. Sau đó nhà vua đã giao các học trò cho Lwanga, khi đó đang làm tiểu đồng trưởng trong cung, và sai ông dạy giáo lý cho các học trò thay ông Balikuddembe. Cũng trong ngày hôm đó, Lwanga đã hộ tống một số em tiểu đồng  đến gặp một linh mục thuộc tu đoàn tông đồ Linh mục Áo Trắng để xin được lãnh bí tích Rửa Tội và gia nhập giáo hội Công giáo; cùng được chịu phép Rửa Tội với họ còn có khoảng 100 người đang tìm hiểu đạo. Lwanga thường giữ gìn cho các tiểu đồng dưới quyền của ông không bị nhà vua tán tỉnh dục tình.

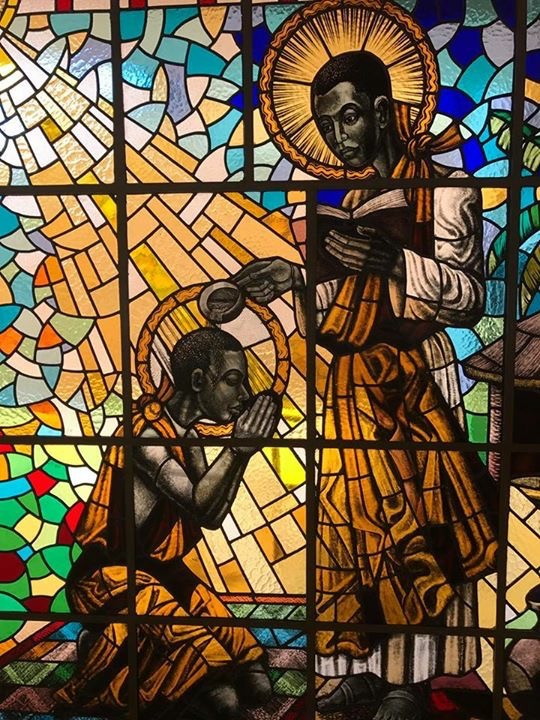
Thánh Carôlô Lwanga làm phép Rửa Tội cho thánh Kizito tại Munyonyo – bức tranh kính màu ghép tại Đền Các thánh tử đạo tại Munyonyo

Vào ngày 25 tháng 5 năm 1886, vua Mwanga II đã triệu tập các quan chức khi họ đang ở Munyonyo, và tại buổi thượng triều ông đã kết án tử hình 2 em tiểu đồng. Buổi sáng ngày hôm sau, Lwanga đã bí mật ban phép Rửa Tội cho các em tiểu đồng dưới quyền của mình, khi ấy hãy còn đang học giáo lý. Đến buổi chiều cùng ngày, nhà vua đã cho triệu tập các cận thần để tra hỏi xem có ai sẵn sàng từ bỏ đức tin Kitô giáo hay không. Dưới sự hướng dẫn của Lwanga, các em tiểu đồng nhất loạt tuyên xưng trung thành với đạo của mình, và tất cả đều bị nhà vua kết án tử hình và đày đến nơi hành quyết. Ba em trong số đó là Pontianô Ngondwe, Athanasiô Bazzekuketta, và Gonzaga Gonza đã bị sát hại trên đường đến nơi hành quyết.
Sau khi mọi việc chuẩn bị đã hoàn tất, vào ngày 3 tháng 6 năm 1886, ngày hành quyết của các tử tù đã đến. Lwanga bị Người bảo vệ Ngọn Lửa Thiêng đưa đi hành quyết riêng theo phong tục. Trong khi bị hỏa thiêu, Lwanga đã thốt lên với Người bảo vệ rằng: "Ngọn lửa thiêu đốt tựa như nước mát mà anh đổ lên người tôi vậy. Hãy sám hối và trở nên người Kitô hữu giống như tôi."
Tiếp đó, 12 trẻ em và đàn ông theo Công giáo cùng với 9 người khác theo Anh giáo cũng chịu hình phạt hỏa thiêu. Riêng có em Mbaaga Tuzinde thì bị đánh bằng dùi cui cho đến chết vì không chịu từ bỏ đức tin Kitô giáo, và sau đó xác của em cũng được mang đi thiêu nơi Lwanga và các tử tù khác chịu hình phạt.
Nguyên nhân khiến cho cơn thịnh nộ của vua Mwanga II đối với các Kitô hữu bị đẩy lên cao trào là do họ đã từ chối thực hiện các hành vi tình dục cùng ông. Cụ thể, Lwanga đã giữ gìn cho các em tiểu đồng không phải làm những điều như thế.  Nguyên nhân thứ hai đó là do vua Mwanga II lúc ấy đang ra sức né tránh các mối đe dọa từ nước ngoài có thể làm tổn hại tới uy quyền của ông. Theo tác giả Assa Okoth, mối bận tâm hàng đầu của nhà vua khi ấy là "sự toàn vẹn của vương quốc", và ông nhận thấy rằng những người như Lwanga đang cộng tác với người nước ngoài để "đầu độc cội rễ vương quốc của ông". Nếu không hành động kịp thời, ông có thể đã bị coi là một vị quân chủ nhu nhược.

## Tôn kính

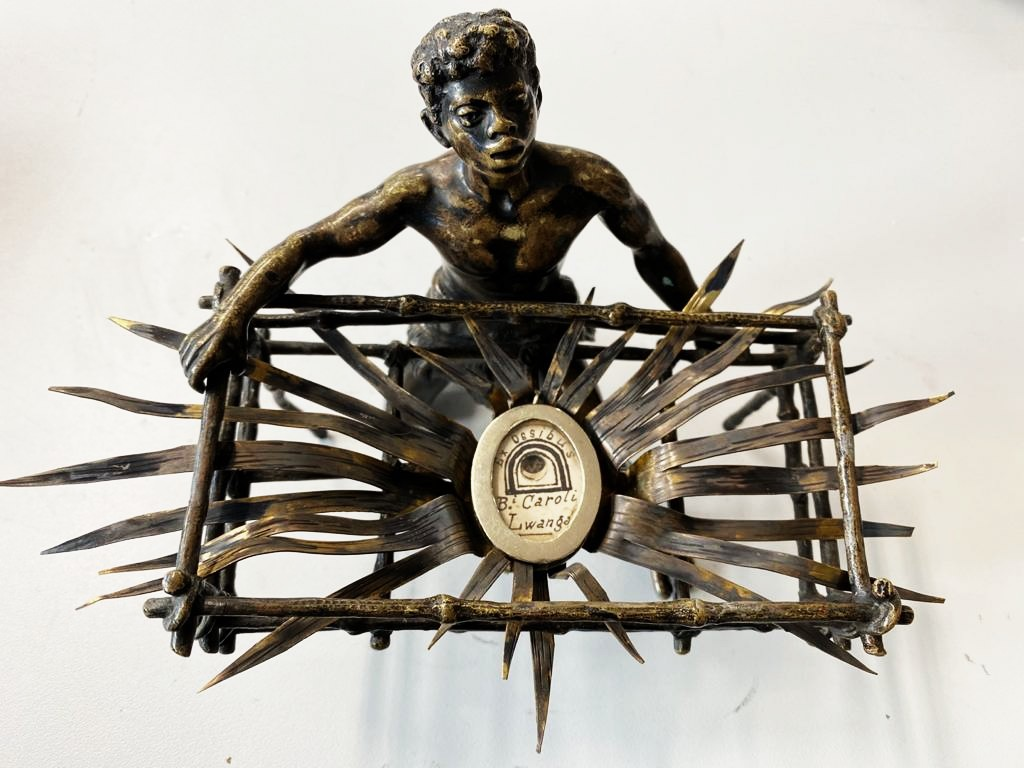
Hòm chứa thánh tích của thánh Carôlô Lwanga

Vào ngày 18 tháng 10 năm 1964, Giáo hoàng Phaolô VI đã tuyên thánh cho Lwanga cùng các bạn tử đạo Công giáo của ông trong khuôn khổ Công đồng Vaticanô II. "Nhằm vinh danh các vị thánh người châu Phi, Giáo hoàng Phaolô VI đã trở thành giáo hoàng đầu tiên đến thăm một nước Hạ Sahara trong thời gian tại vị, cụ thể ông đã đến thăm nước Uganda vào tháng 7 năm 1969 và hành hương đến vùng đất tử đạo mang tên Namugongo."